# Maykel Reyes
Maykel Alejandro Reyes Azcuy (4 marzo 1993) è un calciatore cubano, attaccante del Managua e della nazionale cubana.

## Carriera

### Club
Inizia la carriera nel campionato cubano; il 15 gennaio 2016 si trasferisce al Cruz Azul, formazione della massima serie messicana. Nel 2021 si trasferisce alla Real Sociedad, club della prima divisione dell'Honduras.

### Nazionale
Nel 2011 ha giocato in una partita di qualificazione ai Mondiali con la nazionale maggiore.
Il 21 giugno 2013 gioca da titolare nella partita inaugurale dei Mondiali Under-20 del 2013, persa dalla sua nazionale per 2-1 contro i pari età della Corea del Sud; nella stessa partita al 7' segna il gol del momentaneo 1-0, che di conseguenza è la prima rete messa a segno in tutto il torneo. Gioca da titolare anche nella seconda partita della competizione.
Nel 2015 prende parte alla CONCACAF Gold Cup con la nazionale cubana. Durante la manifestazione, segna la rete che consente ai caraibici non solo di battere il Guatemala ma anche di approdare ai quarti di finale, dove però saranno sconfitti dagli statunitensi per 6-0.
Successivamente partecipa anche alla CONCACAF Gold Cup 2019 ed alla CONCACAF Gold Cup 2023.

## Statistiche

### Cronologia presenze e reti in nazionale
| Cronologia completa delle presenze e delle reti in nazionale ― Cuba | Cronologia completa delle presenze e delle reti in nazionale ― Cuba | Cronologia completa delle presenze e delle reti in nazionale ― Cuba | Cronologia completa delle presenze e delle reti in nazionale ― Cuba | Cronologia completa delle presenze e delle reti in nazionale ― Cuba | Cronologia completa delle presenze e delle reti in nazionale ― Cuba | Cronologia completa delle presenze e delle reti in nazionale ― Cuba | Cronologia completa delle presenze e delle reti in nazionale ― Cuba |
| Data                                                                | Città                                                               | In casa                                                             | Risultato                                                           | Ospiti                                                              | Competizione                                                        | Reti                                                                | Note                                                                |
| ------------------------------------------------------------------- | ------------------------------------------------------------------- | ------------------------------------------------------------------- | ------------------------------------------------------------------- | ------------------------------------------------------------------- | ------------------------------------------------------------------- | ------------------------------------------------------------------- | ------------------------------------------------------------------- |
| 16-10-2011                                                          | L'Avana                                                             | Cuba                                                                | 1 – 1                                                               | Panama                                                              | Qual. Mondiali 2014                                                 | -                                                                   | 73’                                                                 |
| 29-3-2014                                                           | Alzira                                                              | Cuba                                                                | 1 – 0                                                               | Indonesia                                                           | Amichevole                                                          | -                                                                   |                                                                     |
| 25-3-2015                                                           | Santiago de los Caballeros                                          | Rep. Dominicana                                                     | 0 – 3                                                               | Cuba                                                                | Amichevole                                                          | 1                                                                   | 77’                                                                 |
| 30-3-2015                                                           | Montego Bay                                                         | Giamaica                                                            | 3 – 0                                                               | Cuba                                                                | Amichevole                                                          | -                                                                   | 77’                                                                 |
| 11-6-2015                                                           | Willemstad                                                          | Curaçao                                                             | 0 – 0                                                               | Cuba                                                                | Qual. Mondiali 2018                                                 | -                                                                   | 85’                                                                 |
| 14-6-2015                                                           | L'Avana                                                             | Cuba                                                                | 1 – 1                                                               | Curaçao                                                             | Qual. Mondiali 2018                                                 | -                                                                   |                                                                     |
| 13-7-2015                                                           | Phoenix                                                             | Trinidad e Tobago                                                   | 2 – 0                                                               | Cuba                                                                | Gold Cup 2015 - Fase a gironi                                       | -                                                                   |                                                                     |
| 16-7-2015                                                           | Charlotte                                                           | Cuba                                                                | 1 – 0                                                               | Guatemala                                                           | Gold Cup 2015 - Fase a gironi                                       | 1                                                                   | 75’                                                                 |
| 18-7-2015                                                           | Baltimora                                                           | Stati Uniti                                                         | 6 – 0                                                               | Cuba                                                                | Gold Cup 2015 - Quarti di finale                                    | -                                                                   |                                                                     |
| 9-1-2016                                                            | Panamá                                                              | Panama                                                              | 4 – 0                                                               | Cuba                                                                | Coppa America 2016 - Play-Off CONCACAF                              | -                                                                   |                                                                     |
| 22-3-2016                                                           | L'Avana                                                             | Cuba                                                                | 2 – 1                                                               | Bermuda                                                             | Amichevole                                                          | -                                                                   |                                                                     |
| 30-3-2016                                                           | Remire-Montjoly                                                     | Guyana francese                                                     | 3 – 0                                                               | Cuba                                                                | Amichevole                                                          | -                                                                   |                                                                     |
| 7-10-2016                                                           | L'Avana                                                             | Cuba                                                                | 0 – 2                                                               | Stati Uniti                                                         | Amichevole                                                          | -                                                                   | 89’                                                                 |
| 8-9-2018                                                            | L'Avana                                                             | Cuba                                                                | 11 – 0                                                              | Turks e Caicos                                                      | CONCACAF Nations League 2019-2020 - Qualificazione                  | -                                                                   | 63’                                                                 |
| 20-6-2019                                                           | Denver                                                              | Cuba                                                                | 0 – 3                                                               | Martinica                                                           | Gold Cup 2019 - Fase a gironi                                       | -                                                                   |                                                                     |
| 24-6-2019                                                           | Charlotte                                                           | Canada                                                              | 7 – 0                                                               | Cuba                                                                | Gold Cup 2019 - Fase a gironi                                       | -                                                                   |                                                                     |
| 8-9-2019                                                            | Toronto                                                             | Canada                                                              | 6 – 0                                                               | Cuba                                                                | CONCACAF Nations League 2019-2020 - Fase a gironi                   | -                                                                   |                                                                     |
| 11-9-2019                                                           | George Town                                                         | Cuba                                                                | 0 – 1                                                               | Canada                                                              | CONCACAF Nations League 2019-2020 - Fase a gironi                   | -                                                                   |                                                                     |
| 12-10-2019                                                          | Washington                                                          | Stati Uniti                                                         | 7 – 0                                                               | Cuba                                                                | CONCACAF Nations League 2019-2020 - Fase a gironi                   | -                                                                   |                                                                     |
| 8-11-2019                                                           | Managua                                                             | Nicaragua                                                           | 0 – 0                                                               | Cuba                                                                | Amichevole                                                          | -                                                                   |                                                                     |
| 11-11-2019                                                          | Managua                                                             | Nicaragua                                                           | 0 – 1                                                               | Cuba                                                                | Amichevole                                                          | 1                                                                   | Cap.                                                                |
| 20-11-2019                                                          | George Town                                                         | Cuba                                                                | 0 – 4                                                               | Stati Uniti                                                         | CONCACAF Nations League 2019-2020 - Fase a gironi                   | -                                                                   |                                                                     |
| 25-3-2021                                                           | Città del Guatemala                                                 | Guatemala                                                           | 1 – 0                                                               | Cuba                                                                | Qual. Mondiali 2022                                                 | -                                                                   | 81’                                                                 |
| 28-3-2021                                                           | Città del Guatemala                                                 | Cuba                                                                | 1 – 2                                                               | Curaçao                                                             | Qual. Mondiali 2022                                                 | -                                                                   | 56’                                                                 |
| 2-6-2021                                                            | Città del Guatemala                                                 | Cuba                                                                | 5 – 0                                                               | Isole Vergini Britanniche                                           | Qual. Mondiali 2022                                                 | 1                                                                   | 64’                                                                 |
| 8-6-2021                                                            | Saint George's                                                      | Saint Vincent e Grenadine                                           | 0 – 1                                                               | Cuba                                                                | Qual. Mondiali 2022                                                 | 1                                                                   | 59’                                                                 |
| 11-11-2021                                                          | Managua                                                             | Nicaragua                                                           | 0 – 3                                                               | Cuba                                                                | Amichevol                                                           | 1                                                                   | 78’                                                                 |
| 14-11-2021                                                          | Managua                                                             | Nicaragua                                                           | 2 – 0                                                               | Cuba                                                                | Amichevole                                                          | -                                                                   |                                                                     |
| 25-3-2022                                                           | Antigua Guatemala                                                   | Guatemala                                                           | 1 – 0                                                               | Cuba                                                                | Amichevole                                                          | -                                                                   | 81’                                                                 |
| 27-3-2022                                                           | Belmopan                                                            | Belize                                                              | 0 – 3                                                               | Cuba                                                                | Amichevole                                                          | -                                                                   | 74’                                                                 |
| 3-6-2022                                                            | Les Abymes                                                          | Guadalupa                                                           | 2 – 1                                                               | Cuba                                                                | Amichevole                                                          | 1                                                                   | 54’                                                                 |
| 5-6-2022                                                            | Santiago de Cuba                                                    | Cuba                                                                | 3 – 0                                                               | Barbados                                                            | Amichevole                                                          | -                                                                   | 61’                                                                 |
| 10-6-2022                                                           | Basseterre                                                          | Antigua e Barbuda                                                   | 0 – 2                                                               | Cuba                                                                | Amichevole                                                          | -                                                                   | 89’                                                                 |
| 12-6-2022                                                           | Santiago de Cuba                                                    | Cuba                                                                | 3 – 1                                                               | Antigua e Barbuda                                                   | Amichevole                                                          | -                                                                   | 79’                                                                 |
| 16-11-2022                                                          | Santiago de Cuba                                                    | Rep. Dominicana                                                     | 2 – 4                                                               | Cuba                                                                | Amichevole                                                          | -                                                                   | 70’                                                                 |
| 24-3-2023                                                           | Bridgetown                                                          | Barbados                                                            | 0 – 1                                                               | Cuba                                                                | CONCACAF Nations League 2022-2023 - Fase a gironi                   | 1                                                                   | 55’                                                                 |
| 26-3-2023                                                           | Santiago di Cuba                                                    | Cuba                                                                | 1 – 0                                                               | Guadalupa                                                           | CONCACAF Nations League 2022-2023 - Fase a gironi                   | -                                                                   | 62’                                                                 |
| 11-6-2023                                                           | Concepción                                                          | Cile                                                                | 3 – 0                                                               | Cuba                                                                | Amichevole                                                          | -                                                                   | 63’                                                                 |
| 20-6-2023                                                           | Montevideo                                                          | Uruguay                                                             | 2 – 0                                                               | Cuba                                                                | Amichevole                                                          | -                                                                   | 76’                                                                 |
| 27-6-2023                                                           | Fort Lauderdale                                                     | Guatemala                                                           | 1 – 0                                                               | Cuba                                                                | Gold Cup 2023 - 1º turno                                            | -                                                                   | 68’                                                                 |
| 1-7-2023                                                            | Houston                                                             | Cuba                                                                | 1 – 4                                                               | Guadalupa                                                           | Gold Cup 2023 - 1º turno                                            | -                                                                   | 67’                                                                 |
| 4-7-2023                                                            | Toronto                                                             | Canada                                                              | 4 – 2                                                               | Cuba                                                                | Gold Cup 2023 - 1º turno                                            | 1                                                                   | cap.                                                                |
| 8-9-2023                                                            | Santo Domingo                                                       | Haiti                                                               | 0 – 0                                                               | Cuba                                                                | CONCACAF Nations League 2023-2024 - 1º turno                        | -                                                                   | 66’                                                                 |
| 21-3-2025                                                           | Santiago di Cuba                                                    | Cuba                                                                | 1 – 2                                                               | Trinidad e Tobago                                                   | Qual. Gold Cup 2025                                                 | -                                                                   | cap.                                                                |
| 10-6-2025                                                           | Santiago di Cuba                                                    | Cuba                                                                | 1 – 2                                                               | Bermuda                                                             | Qual. Mondiali 2026                                                 | -                                                                   | 86’                                                                 |
| Totale                                                              |                                                                     | Presenze                                                            | 45                                                                  |                                                                     | Reti                                                                | 9                                                                   |                                                                     |